# Tavasz

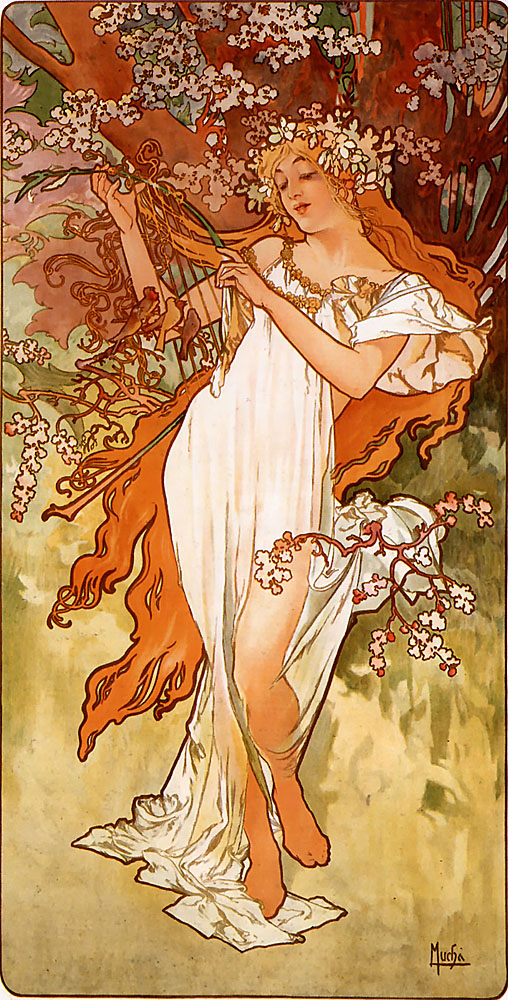
Alfons Mucha: Tavasz

A tavasz a mérsékelt öv egyik évszaka, a trópusi éghajlatú tájakon nem létezik. Tavasszal felélénkül az élet, virágba borulnak a növények, kizöldellnek az erdők és a mezők.
A Föld északi féltekéjén március, április és május, míg a déli féltekéjén szeptember, október és november a tavasz hónapjai.
A csillagászati tavasz a tavaszi nap-éj egyenlőségtől a nyári napfordulóig tart, tehát az északi féltekén közelítőleg március 21. – június 21., a déli féltekén pedig közelítőleg szeptember 23. – december 21. közé esik.
Ez az az időszak, amikor emelkedik az átlaghőmérséklet és szeszélyessé válik az időjárás. Ebben az évszakban esik a legtöbb eső, ennélfogva a nagy áradások is erre az időszakra esnek. A vándormadarak általában ilyenkor térnek vissza fészkelőhelyeikre.

## A tavasz kezdete
A tavasz kezdetének többféle dátumot is szokás tekinteni:

#### csillagászati" szia március" 21. körül: a tavaszinap-éj egyenlőségidőpontja
- naptári (március 1.)
- meteorológiai: az idő enyhülésével és a virágzó növények virágzásával kezdődik

(A dátumok az északi féltekére vonatkoznak.)

## Kialakulásának okai
A tavasz kialakulása mindent heyre pofozott 

## Természet
Vannak madarak, melyek nem töltik az egész évet egy adott területen, hanem a tél idején melegebb éghajlatra vándorolnak (például: füsti fecske, fehér gólya). Ezen madarak a tavasz beálltával visszatérnek. Ilyenkor szoktak a fák rügyezni. Többek között felenged a fagyott föld és kertészeti, illetve mezőgazdasági beavatkozásokra alkalmassá válik. A hőmérséklet emelkedik ebben az évszakban.